# Gilmar Gutiérrez
 (octobre 2018).
Si vous disposez d'ouvrages ou d'articles de référence ou si vous connaissez des sites web de qualité traitant du thème abordé ici, merci de compléter l'article en donnant les références utiles à sa vérifiabilité et en les liant à la section « Notes et références ».
Gilmar Gutiérrez, né le 15 février 1968 à Tena, est un homme politique équatorien et ancien candidat à l'élection présidentielle de 2006.
Frère de l'ancien président Lucio Gutiérrez, il prend la tête de son parti, le Parti société patriotique 21 janvier, lors de l'exil forcé de ce dernier en 2006. Candidat de son parti à l'élection présidentielle d'octobre 2006, il obtient 17 % des voix au premier tour et termine troisième derrière Álvaro Noboa et Rafael Correa.